# Eublemma recta
Eublemma recta is een vlinder uit de familie van de spinneruilen (Erebidae). De wetenschappelijke naam van deze soort werd voor het eerst voorgesteld als Micra recta door Achille Guenée in een publicatie uit 1852.

## Verspreiding
De soort komt voor in de Verenigde Staten, Cuba, Jamaica, de Dominicaanse Republiek, Puerto Rico, Mexico en verder zuidwaarts tot in Argentinië.

## Waardplanten
De rups leeft op soorten van de geslachten Ipomoea en Convolvulus.